# Noche estrellada (Munch)
Noche estrellada (en noruego, Stjernenatt) es un cuadro del pintor expresionista noruego Edvard Munch realizado en 1893. Este paisaje nocturno representa la costa de Åsgårdstrand, una estación balnearia cerca de Oslo, donde Munch pasaba sus veranos desde finales de los años 1880. En este cuadro, Munch muestra la vista desde la ventana del hotel donde había conocido el amor por primera vez. El artista ya no trata de captar las cualidades del paisaje, si no las emociones causadas por la noche, con abundante azul para transmitir misticismo y melancolía. Un montículo abstracto a la derecha representa un grupo de árboles con una valla blanca corriendo al frente. Una línea ondulada representa la costa con las estrellas reflejándose en el agua y un extraño destello vertical brillando entre los árboles.